# ألاك
ألاك مدينة موريتانية وهي عاصمة ولاية لبراكنة تقع على بعد 250 كم شرق العاصمة نواكشوط وهي مدينة زراعية ورعوية تقع على طريق الأمل الرابط بين نواكشوط ومدينة النعمة في اقصي الشرق.

## التأسيس
يرجع تأسيس مدينة ألاك إلى مطلع القرن العشرين حيث تأسست على يد قائد الحملة الاستعمارية الفرنسية ضد موريتانيا «اكزافي كبولاني» الذي قتله رجال المقاومة في تجكجة سنة 1905. حيث بنى على إحدى المرتفعات فيها مقرا لإدارة حملته العسكرية على البلاد.
وهو المقر الذي يقع اليوم وسط المدينة وتتخذ منه ولاية لبراكنة مقرا لها، واستمرت الاك مجرد مركز إداري صغير لكنها بدأت تأخذ قيمتها مع الوقت حين تم اختيارها عاصمة لولاية لبراكنة، وزاد من أهميتها وقوعها على طريق الأمل الذي يربط معظم مدن موريتانيا الواقعة بين العاصمة نواكشوط ومدينة النعمة شرقا.

## الموقع والمناخ
تقع مدينة ألاك وسط موريتانيا بين خطي طول 13.9 وعرض 17.05 وتبعد عن العاصمة نواكشوط 260 كلم إلى جهة الشرق ويحدها من الغرب مقاطعة بوتلميت ومن الشرق مقاطعة مكطع لحجار ومن الجنوب مقاطعة بوكي ومن الشمال ولاية تكانت، وترتبط المدينة بشبكة من الطرق مع مدن تجكجة (عاصمة ولاية تكانت) وكيهيدي (عاصمة ولاية كوركول) فضلا عن مدن كيفة (عاصمة ولاية لعصابة) ولعيون (عاصمة ولاية الحوض الغربي) والنعمة (عاصمة ولاية الحوض الشرقي).
مناخها صحراوي جاف تصل درجة الحرارة فيها صيفا 45 درجة وتنخفض شتاء إلى حدود 15 درجة ويشهد فصل الخريف تساقطا للأمطار يتراوح معدله بين 400 و700 ملم.

## الإدارة
مدينة ألاك عاصمة ولاية لبراكنة وسط موريتانيا ويوجد بها مقر الولاية، وتضم ولاية لبراكنة إلى جانب مقاطعة ألاك مقاطعات: مكطع لحجار، امباني، بابابي، بوكي، وبها مقر مقاطعة ألاك التي تضم إلى جانب بلدية ألاك المركزية خمس بلديات ريفية هي: اغشوركيت- مدينة مال- شكار، بوحديدة، جلوار.
و بها تمثيل جهوي لمختلف الوزارات والمصالح الحكومية بينها إدارات جهوية للأمن والصحة والتعليم والشؤون الإسلامية والتنمية الريفية، ويمثل مقاطعة ألاك نائبين في الجمعية الوطنية الموريتانية وعضو في مجلس الشيوخ، ويدير بلديتها المركزية مجلس حكم محلي من 19 مستشارا، وبها لقيادة عسكرية تحمل اسم المنطقة العسكرية السابعة، وبها مستشفى جهوي ومستوصف وثلاث نقاط صحية، وثانوية واحدة وثلاث إعداديات وعشر مدارس ابتدائية، وعدد من المحاضر التقليدية.
وفي 2009 بدات الحكومة الموريتانية بناء أكبر سجن في البلاد في مدينة ألاك ولا تزال الأعمال فيه جارية.

## الاقتصاد والسكان
يقدر عدد سكن مدينة ألاك بحوالي 15000 نسمة بينما بلغ عدد ناخبي المقاطعة في انتخابات 2009 م - 40451 ناخب، فيما يقدر عدد سكان ولاية لبراكنة بحوالي 181000 نسمة حسب إحصاء عام 2000م، ويتكون سكانها من مختلف أعراق موريتانيا العربية والبربرية والزنجية.
ويمارس السكان انشطة اقتصادية مختلفة على رأسها التنمية الحيوانية حيث يقدر عدد رؤوس الماشية بحوالي، مستفيدة من توفر المراعي الخصبة في اطراف المدين وأريافها، كما تنتشر الزراعة المطرية في المدينة وأريافها.
و تشتهر مدينة ألاك بمدارسها التقليدية وارتباطها بمحظريتي «الكحلاء» و«الصفراء» المشهورتين في المنطقة ولا تزال عشرات المحاضر والكتاتيب تنتشر في المدينة وبالقرب منها.

## محطات تاريخية
في يوم 9 ديسمبر 1903 م شهدت مدينة ألاك أول عملية عسكرية ضد الاستعمار الفرنسي في موريتانيا بقيادة الأمير أحمدو ولد سيد اعلي وفريق من المجاهدين، ضد قائد الاستعمار وأول حاكم عسكري لموريتانيا وخلفت قتلى وجرحى في صفوف الغزاة.
وفي 02 مايو 1958 انعقد في مدينة ألاك مؤتمر شاركت فيه الأحزاب الموريانية الثلاثة في ذلك الوقت التقدمي – الوفاق- كتلة كوركل- وأعلن فيه عن اندماج حزبي الوئام والوفاق في حزب واحد هو التجمع الموريتاني وقرر رفض إنشاء حكومة عليا في دكار ورفض الانضمام للأقاليم الصحراوية.
وفي 24 ديسمبر 2007 وقعت فيها أول عملية قتل لأجانب على يد تنظيم القاعدة في موريتانيا وراح ضحيتها أربعة سياح فرنسيين.
كما ترتبط في الذاكرة الشعبية ب (ولد امسيكه) المناضل (المثير للجدل) الذي تقول الرواية الشعبية إنه سجن بها فأخبره الناس بكثرة باعوضها في فترة الخريف على سبيل التشفي فأجابهم بعبارته التي غدت مثلا شعبيا «ألا كولوه لل أمخرف فألاك» قولوا ذلك لمن سيدركه الخريف في ألاك، قبل أن يتمكن من الفرار من سجنه بعد أيام.
ومنها ينحدر من المدينة أول رئيس مدني يصل الحكم عن طريق الانتخابات في موريتانيا السيد سيدي محمد ولد الشيخ عبد الله.